# Санваллат
Санваллат Хоронянин (від аккадського סַנְבַלַּת — «( Сін дав життя») — самарійський діяч, іранський намісник Самарії. Перешкоджав зусиллям Неємії відновити зруйновані стіни Єрусалиму (445 р. до н. е.). Згадується в Елефантинських папірусах.

## Походження
Санваллат походив із Бет-Хорону що напівночі від Єрусалиму, чи, за іншою версією, із Північної Сирії. Також його пов'язують з Товією Аммонітянином і Гешемом Арабським. Існує припущення, що Санваллат за своїм походженням був моавитянином.

## Діяльність

#### Згадки в Елефантинських папірусах
Згідно з арамейськими джерелами з Єлефантини, сини Санваллата мали еврейскі імена — Длай і Шлемія. З цього випливає, що Санваллат шанував Бога Ізраїля, тому претендував на заступництво над Єрусалимським Храмом, з первосвящеником з яким він був у родинному зв'язку.

#### Згадки в Книзі Неємії
Саме прибуття царського сановника Неємії, як намісника Юдеї з особливими повноваженнями підірвало престиж Санваллата як правителя важливого адміністративного центру П'ятої перської сатрапії, оскільки до цього моменту його посада набагато перевершувала за своїм значенням посаду намісника Юдеї.
Санваллат опирався бажанню Неємії відновити стіни Єрусалима. Він трактував це як спробу повстати проти перського царя (Неєм. 2:19; 6:6). Санваллат навіть намагався вбити Неємію, але безуспішно (Неєм. 6:1-13).

#### Згадки в Йосипа Флавія
Йосип Флавій розповідає про те, що донька Санваллата, Нікасо, була дружиною Менаше, брата єрусалимського первосвященика Яддуя (Юдейські старожитності, 11.7.2). Старійшини Єрусалиму зажадали від Менаше або розірвати шлюб з самаритянкою, або не наближатися до вівтаря. Санваллат запропонував йому посаду первосвященика в храмі, який він мав намір спорудити на горі Гаризім (Юдейські старожитності, 11.8.2). Ця історія дуже схожа на оповідь в книзі Неємії, який теж вказує на родинний зв'язок між Санваллатом та первосвященником, тільки не називає ім'я зятя Санваллата: «А один із синів Йояди, сина Ел'яшіва, великого священика, був зятем хоронянина Санваллата, і я вигнав його від себе!» (Неєм. 13:28).
У версії Йосипа Флавія ця історія сталася під час правління Дарія ІІІ, тобто на сто років пізніше подій, описаних в Біблії. Дуже імовірно, що Йосип Флавій помилково вставляє цю історію в інший історичний контекст. Френк Кросс зробив спробу реконструювати історичні події в Палестині часів Ахаменідської держави і висунув припущення, що історія, описана Йосипом Флавієм, могла бути правдивою, але мова іде про Санваллата ІІІ, одного з нащадків Санваллата з Бет-Хорону.